# Latino World Order
El Latino World Order (abreviado LwO o LWO) es un stable de lucha libre profesional que existió en la World Championship Wrestling (WCW) en 1998 y 1999, dirigido por Eddie Guerrero. El nombre de la cuadra fue inventado por Jason Hervey y fue inspirado por la famosa New World Order (nWo) y pretendió ser una parodia. Para después en 2023 regresá de la mano de Rey Mysterio ahora en WWE.

## Historia

### Concepto
El LWO se formó a finales de 1998, después que Eddie Guerrero escupió a la cabeza de la WCW, Eric Bischoff, un conflicto en la vida real que se convirtió en un storyline. La idea del grupo fue de Jason Hervey, amigo de Bischoff. El stable originalmente iba a girar en torno a Konnan, pero se le dio a Guerrero después que Konnan se unió a la nWo Wolfpac.

### Inicios
El 17 de agosto, Guerrero dio worked shoot, donde se afirma que quiere salir de su contrato. Después de haber sido salido de la televisión durante varias semanas, Guerrero regresó el 5 de octubre en la edición de Monday Nitro, formando el LWO con varios luchadores mexicanos. El grupo estaba formado por la mayoría del roster mexicano, así como el amigo de Guerrero, Art Flores que desempeñó el papel de un guardaespaldas llamado Spyder. El grupo estaba formado por casi todos los grandes luchadores mexicanos en la lista de la WCW como Psychosis, La Parka, Héctor Garza, y Juventud Guerrera. Su feudo principal fue con Rey Mysterio, Jr., después de que él se negó a unirse al grupo. También tuvieron un feudo con Billy Kidman, quien era ocasionalmente el compañero de Mysterio. Mysterio finalmente fue forzado a convertirse en miembro tras perder contra Eddie Guerrero. Chavo Guerrero Jr. intentó unirse al grupo en varias oportunidades, pero Eddie no se lo permitió, porque en esas instancias Chavo (kayfabe) era mentalmente inestable y andaba con su caballito de madera Pepe.

### Disolución
Un accidente automovilístico en el que Eddie Guerrero se vio involucrado el 1 de enero de 1999 ayudaría al prematuro final del stable. Tres días después el 4 de enero, las dos facciones del New World Order se reunieron, y luego, varios miembros del LWO fueron encontrados en backstage inconscientes. La nWo se acercó a la LWO, exigiendo su disolución inmediata,  o  sufrir las consecuencias. La siguiente semana fue Ric Flair quien pidió la disolución del stable, prometiendo un mejor trato del que Bischoff les había dado, además de prometerles mujeres, dinero y limosinas. Todos los miembros aceptaron la oferta, menos Rey Mysterio, quien no se removió su camiseta de la LWO, lo que trajo como consecuencia un ataque por parte de la nWo, iniciando un feudo entre este y The Outsiders
La nWo también traicionó a su único miembro latino, Konnan, que se opuso al brutal ataque que recibió Mysterio, lo que conllevó a que formar con equipo con este para luchar ante la nWo.

### Regreso en WWE
El 31 de  marzo de 2023, previo a su inducción al salón de la fama, Rey Mysterio les entregó camisetas al Legado Del Fantasma conformado por Santos Escobar, Joaquin Wilde, Cruz del Toro y Zelina Vega, reformando el stable.
Más tarde el 1 de abril del 2023 en WrestleMania 39 LWO apoyaría a Rey Mysterio en su combate en contra de Dominik Mysterio y el Judgment Day para así conseguir la victoria en la vitrina de los inmortales.
El 6 de mayo de 2023, en Backlash (2023) en Puerto Rico el stable hizo su aparición para ayudar a Bad Bunny en su lucha contra Damian Priest ante la intervención de The Judgment Day (Finn Bálor y Dominik Mysterio). Añadiendo como miembros honoríficos a Savio Vega y a Carlito.
En el episodio de SmackDown del 12 de agosto, Escobar iba a enfrentarse a Austin Theory por el Campeonato de los Estados Unidos de WWE pero fue atacado por Theory antes del combate en la rampa, lo que hizo salir a Toro, Wilde y Mysterio a auxiliarlo, por lo que se decidió que Mysterio reemplazará a Escobar en la lucha por el título, obteniendo la victoria y celebrando junto a la facción después del combate por haber obtenido el título.
Empezando el 2024, en NXT New Year's Evil, Cruz & Wilde con Carlito hizo su regreso para sustituir a Dragon Lee derrotando a No Quarter Catch Crew (Drew Gulak, Myles Borne & Damon Kemp) y después del combate, Carlito le escupió una manzana a Gulak. 3 días después, en SmackDown: New Year's Revolution, Del Toro & Wilde atacaron a Angel & Humberto antes del combate entre Santos Escobar contra Kevin Owens, la siguiente semana en SmackDown, Del Toro & Wilde se enfrentaron a Angel & Humberto, sin embargo perdieron aunque Carlito atacó y se llevó a Santos Escobar que se encontraba en la mesa de comentarios, la siguiente semana en el episodio de NXT del 16 de enero, Del Toro & Wilde acompañados de Vega derrotaron a Chase U (Duke Hudson & Riley Osborne) en la Primera Ronda del Dusty Rhodes Tag Team Classic avanzando a la Semifinal, 3 días después en SmackDown, Carlito, Del Toro & Wilde fueron derrotados por Santos Escobar, Angel & Humberto.
En SmackDown! WrestleMania Edition, Del Toro & Wilde participaron en el André the Giant Memorial Battle Royal, eliminando a Berto y a Angel respectivamente, pero seguidamente fueron atacados por Angel & Berto, además que más tarde en el combate, fueron eliminados por Omos.
En el episodio de Raw del 21 de julio, Cruz & Wilde derrotaron a The New Day (Kofi Kingston & Xavier Woods) y a American Made (Brutus Creed & Julius Creed) ganando una oportunidad por los Campeonatos Mundiales en Parejas.

## Miembros

### Miembros actuales
| Nombre        | Tiempo                                                                     | Notas |
| ------------- | -------------------------------------------------------------------------- | --- |
| Rey Mysterio  | 16 de noviembre de 1998 - 1 de enero de 1999, 31 de marzo de 2023-presente | Segundo Líder del grupo/Mentor.                                                                                           |
| Joaquin Wilde | 31 de marzo de 2023-presente                                               | Miembro del grupo. Fueron añadidos inicialmente como parte de Legado Del Fantasma.                                        |
| Cruz del Toro | 31 de marzo de 2023-presente                                               | Miembro del grupo. Fueron añadidos inicialmente como parte de Legado Del Fantasma.                                        |
| Dragon Lee    | 29 de marzo de 2024-presente                                               | Miembro del grupo. Fue incorporado al stable a raíz de la rivalidad en contra del Legado Del Fantasma y Dominik Mysterio. |

### Miembros Asociados
| Nombre     | Tiempo               | Notas |
| ---------- | -------------------- | --- |
| Bad Bunny  | 5 de mayo de 2023    | Se unió como asociado de Rey Mysterio, y posteriormente en su rivalidad con Damian Priest y The Judgment Day.                      |
| Savio Vega | 6 de mayo de 2023    | Se unió como asociado de Rey Mysterio. donde participó en Backlash para defender a Bad Bunny y LWO del ataque de The Judgment Day. |
| Andrade    | 5-6 de abril de 2024 | Se unió como asociado de Rey Mysterio para enfrentar a Dominik Mysterio y Santos Escobar en WrestleMania XL.                       |

### Miembros Honoríficos
| Nombre  | Tiempo             | Notas                                                        |
| ------- | ------------------ | ------------------------------------------------------------ |
| Becky G | 1 de abril de 2023 | Otorgado por Zelina Vega tras bastidores en WrestleMania 39. |

### Miembros antiguos
| Nombre                       | Tiempo                                        | Notas |
| ---------------------------- | --------------------------------------------- | --- |
| Eddie Guerrero               | 5 de octubre de 1998 - 1 de enero de 1999     | Primer Líder del grupo separado del grupo luego de un accidente automovilístico.                                                               |
| Juventud Guerrera            | 5 de octubre de 1998 - 11 de enero de 1999    | Miembros del grupo. Renunciaron al stable luego de recibir sobornos de Ric Flair.                                                              |
| Psychosis                    | 5 de octubre de 1998 - 11 de enero de 1999    | Miembros del grupo. Renunciaron al stable luego de recibir sobornos de Ric Flair.                                                              |
| La Parka                     | 5 de octubre de 1998 - 11 de enero de 1999    | Miembros del grupo. Renunciaron al stable luego de recibir sobornos de Ric Flair.                                                              |
| El Dandy                     | 5 de octubre de 1998 - 11 de enero de 1999    | Miembros del grupo. Renunciaron al stable luego de recibir sobornos de Ric Flair.                                                              |
| Villano V                    | 5 de octubre de 1998 - 11 de enero de 1999    | Miembros del grupo. Renunciaron al stable luego de recibir sobornos de Ric Flair.                                                              |
| Damien                       | 5 de octubre de 1998 - 11 de enero de 1999    | Miembros del grupo. Renunciaron al stable luego de recibir sobornos de Ric Flair.                                                              |
| Cíclope                      | 5 de octubre de 1998 - 11 de enero de 1999    | Miembros del grupo. Renunciaron al stable luego de recibir sobornos de Ric Flair.                                                              |
| Héctor Garza                 | 5 de octubre de 1998 - 11 de enero de 1999    | Miembros del grupo. Renunciaron al stable luego de recibir sobornos de Ric Flair.                                                              |
| Silver King                  | 5 de octubre de 1998 - 11 de enero de 1999    | Miembros del grupo. Renunciaron al stable luego de recibir sobornos de Ric Flair.                                                              |
| Spyder (Arturo "Art" Flores) | 5 de octubre de 1998 - 11 de enero de 1999    | Guardaespaldas del grupo. Renunció al stable junto a los otros exmiembros, luego de recibir sobornos de Ric Flair.                             |
| Santos Escobar               | 31 de marzo de 2023 - 10 de noviembre de 2023 | Abandono el grupo luego de traicionar y atacar a rey Mysterio.                                                                                 |
| Carlito                      | 7 de octubre de 2023 - 26 de abril de 2024    | Abandonó el grupo luego de que Santos Escobar (con Legado Del Fantasma), revelará en Smackdown el ataque a Dragón Lee antes de WrestleMania XL |

## Campeonatos & logros
- WWE
  - WWE United States Championship (1 vez) – Rey Mysterio.[16]
  - WWE Speed Championship (1 vez) - Dragon Lee
- Pro Wrestling Illustrated
  - Situada en el Nº51 en el PWI Tag Teams 100 en 2023.[17][18]